# Benito de San Juan

Benito de San Juan (1727 — 8 de enero de 1809) fue un oficial del Ejército Español y general de las Fuerzas Españolas durante la guerra de la Independencia española.
San Juan tuvo varios puestos tanto administrativos como operacionales en el Ejército de Tierra de España anterior a la guerra de la Independencia española, período durante el cual vio acción durante la guerra de las Naranjas y la rebelión del País Vasco conocida como la Zamacolada. Sin embargo, después de la conquista francesa de España y la instalación del rey títere José I Bonaparte (que convirtió a España en un estado satélite del Francia), San Juan sirvió en los Ejércitos de España durante la guerra de la Independencia española hasta su muerte en 1809.
Es mayormente conocido por haber montado una fútil defensa de Madrid durante la cual fungió como comandante de todas las fuerzas españolas en la batalla de Somosierra, enfrentadóse a Napoleón en persona.

## Trayectoria
Era el general al mando durante la batalla de Somosierra, el 30 de noviembre de 1808, donde la muy superior artillería española, fue rápidamente inutilizada contra pronóstico inicial por una famosa carga cuesta arriba de la caballería Polaca; fue la única ocasión en la Guerra de la Independencia en que Napoleón Bonaparte ejerció el mando directo de las tropas durante el combate.
En su carrera militar destaca su participación como teniente coronel de Húsares en la invasión franco-española de Portugal (1801), conocida como guerra de las Naranjas. Manuel Godoy lo ascendió a coronel, y en 1802 fue nombrado jefe de la Guardia personal del entonces llamado Príncipe de la Paz. En 1802 ascendió al entonces rango de  Brigadier. En 1805, recibió el despacho de Mariscal (que correspondía a un grado de General). El 21 de septiembre de 1804 San Juan fue nombrado gobernador político y corregidor de Vizcaya durante la época de una revuelta popular conocida como la Zamacolada, la cual San Juan fue el encargado de suprimir (lo cual logró exitosamente) y durante el cual las leyes se vieron suspendidas y se instauró la ley marcial con San Juan como gobernador absoluto durante este período.
Después de esto y a partir de 1807, San Juan fungió como inspector general, primero como inspector general de Infantería en 1807 y luego inspector general de la Caballería de Línea en 1808.
Cuando la se dio la ofensiva dirigida por Napoleón en persona contra Madrid a finales de 1808, San Juan fue apresuradamente elegido como comandante de un recién formado Exercito de Castilla la Nueva, unidad que dirigió en la Somosierra.

## Batalla de Somosierra
A fines de noviembre de 1808, Napoleón tomó personalmente el mando del ejército francés y organizó una nueva invasión de España; en respuesta, la Junta Suprema Central asigno al general San Juan la tarea de proteger Madrid con un contingente de 12,000 soldados, la mayoría de los cuales eran civiles recién reclutados. San Juan trató de detener a Napoleón en un paso de montaña conocido como Somosierra, en una posición defensiva increíblemente fuerte y que en teoría parecía ser impregnable.
Sin embargo, durante la subsecuente batalla de Somosierra, Napoleón logró sorprender a San Juan con una súbita carga de caballería de carácter casi suicida por jinetes polacos. Como resultado de esta carga los franceses pudieron tomar las posiciones españolas ubicadas en la mitad de la línea de batalla y deshabilitaron toda la artillería y capturaron todas baterías españolas; el mismo San Juan sufrió varias heridas durante el combate.
La derrota causó que el resto de las tropas españolas huyeran de inmediato mientras que todos los oficiales españoles (incluyendo todos los coroneles y todos los tenientes coroneles) fueron capturados por los franceses. Por su parte, San Juan trató sin éxito de detenerlos y reorganizar una nueva posición defensiva.
El anuncio de la derrota de Somosierra causo pánico en Madrid, donde las autoridades formaron improvisadamente la Junta Permanente de Defensa para dirigir la defensa de la ciudad que evidentemente estaba a punto de ser sitiada lo cual sucedió rápidamente, y cuando Napoleón llegó a la ciudad negocio la rendición de Madrid con esta junta pero pronto perdió la paciencia e inició un breve pero intenso bombardeo de la ciudad tras lo cual la junta se rindió incondicionalmente el 1 de diciembre de 1808.

## Muerte
Después de la batalla, San Juan murió asesinado cuando ocurrió un motín en Talavera por parte de tropas españolas el 7 de enero de 1809; las tropas se encontraban desmoralizadas por la derrota en el puerto de montaña de Somosierra; esta derrota había dejado abierto el paso a Napoleón para la toma de Madrid. Antes de ser asesinado, San Juan se había refugiado en la noche del 6 de enero en un convento agustino donde recibió tratamiento para las heridas que sufrió en la batalla, pero en la madrugada del día siguiente llegó un grupo de soldados aparentemente liderados por un fraile; los soldados acusaron a San Juan de cobardía y de haber sido sobornado por los franceses para perder la batalla de Somosierra. San Juan trato de razonar con los soldados y cuando esto no funciono trato de defenderse con su sable; al verse atrapado, San Juan trató de arrojarse por una ventana pero fue sometido.
Tras esto, los soldados detuvieron al general durante un día entero durante el cual fue abusado físicamente y torturado. Finalmente, los soldados amotinados mataron a San Juan de tres disparos.
En dicha revuelta milagrosamente salvó la vida el famoso general Castaños, héroe de la batalla de Bailén, que a punto estuvo de correr la misma suerte que San Juan.

"En dicho día por la mañana (7 de diciembre), varios dispersos en la marcha desde Guadarrama, gritando traidor, traidor, que ha vendido a Somosierra, se presentan en la celda del convento de Agustinos donde estaba alojado Sanjuán. Los capitaneaba un fraile y quizá los movían otras personas interesadas en que no existiese quien podía descubrir su conducta cobarde de los días anteriores. Sanjuán tuvo serenidad para emprender su apología delante de aquellos furiosos y para defenderse con su sable, cuando no aplacándoles las razones le acometió un granadero, pero al fin desarmado, al querer arrojarse por una ventana, tres tiros que recibió le quitaron la vida."
Gazeta de Madrid, Número 55. Año 1809.

Después de ser asesinado, el cadáver de San Juan fue mutilado, arrastrado por las calles de Talavera, colgado de un árbol, apedreado y después recibió varios disparos más; tropas francesas comandadas por el general Antoine Charles Louis Lasalle encontrarían el cadáver ultrajado y uniformado de San Juan el 11 de enero cuando ocuparon Talavera mientras perseguían a los españoles en retirada.
El periódico francés Le Moniteur universel describió en su número del día 12 la escena encontrada en los siguientes términos: 

"Un cadáver revestido de uniforme de general español estaba suspendido de una horca, agujereado por mil disparos de fusil; era el general don Benito Sanjuán al que sus soldados en el desorden de su tremendo pánico, y para dar un pretexto a su cobardía, habían sacrificado tan indignamente. No cogieron aliento en Talavera sino para torturar a su desgraciado general que, durante todo un día, fue el objetivo de su barbarie y de su atroz finalidad."

## Conmemoración
En el municipio de Somosierra (provincia de Madrid), con motivo del bicentenario de la batalla del mismo nombre, la Asociación Histórico Cultural Voluntarios de Madrid 1808-1814, erigió una placa en honor a este general.